# Jimaguayú
Koordinaten: 21° 16′ N, 77° 50′ W
Jimaguayú ist ein Municipio und eine Stadt in der kubanischen Provinz Camagüey. Sie befindet sich zwischen Vertientes und Guáimaro.

## Geschichte
Trotz ihrer geringen Größe spielte die Gemeinde eine wichtige Rolle in der Geschichte Kubas: Vom 13. bis zum 16. September 1895 tagte dort eine Versammlung der Revolutionäre Kubas, um der angestrebten Republik eine Verfassung zu geben. General Máximo Gómez schlug diesen historischen Ort vor, da hier 1873 General Ignacio Agramonte für die Unabhängigkeit gefallen war.
Nachdem man zusätzliche Truppen zum Schutze der Mambises abkommandiert hatte, konnte das "Revolutionäre Parlament" unter Federführung von Gaspar Betancourt mit der Arbeit beginnen. Den Überlieferungen zufolge versammelten sie sich in einem schlichten "Bohio", was eine Bezeichnung für eine simple Unterkunft aus Palmblättern ist.
Die Verfassung von Jimaguayú begründete, wie ihre Vorgängerin 1873, eine zentralistisch regierte Republik, die jedoch, anders als die alte, Judikative und Exekutive in einem Staatsorgan zusammenfasste. Dies sollte das Arbeitstempo der Regierung erhöhen, eine Lehre aus dem Langen Krieg von 1868 bis 1878.

## Demographie
2004 zählte das Municipio Jimaguayú 21.169 Einwohner. Mit einer Gesamtfläche von 799 km² besitzt die Stadt eine Bevölkerungsdichte von 26,9 Einwohnern/km².